# Communauté de communes de Jarnac
La Communauté de communes de Jarnac, est une ancienne structure intercommunale française, située dans le département de la Charente et le Pays Ouest-Charente Pays du cognac.
Elle a été dissoute en 2017 et toutes ses communes membres ont rejoint la nouvelle Communauté d'agglomération du Grand Cognac dont le siège administratif est situé à Cognac.

## Historique
La communauté de communes de Jarnac a été créée par arrêté préfectoral du 15 novembre 1993 entre 18 communes. 
Le périmètre de création de la communauté de communes arrêté par le Préfet de la Charente a fait l'objet de nombreux débats (les communes de Bourg-Charente, Gondeville et Mainxe se sont opposées au rattachement et ont porté au contentieux cette affaire) mais le Conseil d'Etat a tranché en faveur du périmètre préfectoral ; à noter que la communauté de Grande Champagne n'était pas créée en 1993.
Ce rattachement entraîna pendant un mandat la politique de la chaise vide pour les communes de Bourg-Charente, Gondeville et Mainxe ;la commune de Saint Même adhérant à l'idée de la communauté dès les premières réunions de concertation. Les représentants de Bourg-Charente sont venus  siéger au conseil communautaire dès la décision du CE.
Après les nouvelles élections, toutes les communes ont été représentées et il a été entendu que les territoires des crus du Cognac différaient des territoires pour le développement et de l'aménagement du territoire.
Elle disparait le 1er janvier 2017 à la suite de sa fusion avec les communautés de communes de Grande Champagne » ( communes), de Grand Cognac ( communes) et de la région de Châteauneuf » (communes) pour former la nouvelle communauté d'agglomération du Grand Cognac.

## Administration

### Liste des présidents
| Période | Période       | Identité              | Étiquette | Qualité           |
| ------- | ------------- | --------------------- | --------- | ----------------- |
| ?       | décembre 2016 | Annick-Franck Martaud |           | Maire de Houlette |

### Statuts
Elle connaît six évolutions importantes par modification de ces statuts : 
2 avril 1999 : Prise des compétences développement économique et développement touristique et du cadre de vie (obligatoires), des gens du voyage (optionnelle) et des opérations en maîtrise d'ouvrage déléguée (facultative).
27 décembre 1999 : Prise des compétences politique du logement et du cadre de vie, voirie d'intérêt communautaire (obligatoires) et assainissement non collectif (facultative).
30 octobre 2000 : Modification de la compétence Développement économique avec ajout du droit de préemption urbain sur les zones d'activités économiques.
23 août 2002 : Modification des compétences avec ajout de la collecte et du traitement des déchets ménagers et assimilés et de la PAIO* (optionnelles) et ajout de la modernisation et homogénéisation de l'informatique et des réseaux entre la communauté et les communes, de la réhabilitation du patrimoine culturel et la réhabilitation, aménagement et création de locaux communaux en maîtrise d'ouvrage déléguée.
7 octobre 2004 : Prise des compétences gestion des écoles maternelles et élémentaires, lieux de lecture publique et projet éducatif local.  
13 décembre 2006 : Prise en compte dans le développement touristique de la compétence : pôle touristique : ensemble aquatique, camping et commerces de l'île Madame.
29 mars 2010 : simplification des statuts et prise en compte de la gestion du marché couvert à Jarnac dans la compétence de développement économique
Avec ces nouvelles compétences, la communauté apporte des services de plus en plus intégrés et harmonisés à la population  en plus d'un  développement économique bénéficiant à toutes les communes membres. 

### Régime fiscal et budget
Régime fiscal (au 01/01/2005): Taxe professionnelle Unique (TPU).
Elle a été une des premières communautés de Charente (avec le Rouillacais et Cognac) à opter pour la Taxe Professionnelle Unique ; cette harmonisation fiscale a été unifiée sur dix ans et a permis aux communes de conserver leur ficalité de 1993 augmentée de la dotation de solidarité.

## Composition
Elle regroupait 18 communes le 1er janvier 2016 :
| Nom                      | Code Insee | Gentilé       | Superficie (km2) | Population (dernière pop. légale) | Densité (hab./km2) |
| ------------------------ | ---------- | ------------- | ---------------- | --------------------------------- | ------------------ |
| Jarnac (siège)           | 16167      | Jarnacais     | 11,99            | 4 448 (2014)                      | 371                |
| Bassac                   | 16032      | Bassacois     | 7,62             | 541 (2014)                        | 71                 |
| Bourg-Charente           | 16056      | Bourgeois     | 12,02            | 851 (2014)                        | 71                 |
| Chassors                 | 16088      | Capsortiens   | 13,21            | 1 110 (2014)                      | 84                 |
| Fleurac                  | 16139      | Fleuracois    | 2,17             | 250 (2014)                        | 115                |
| Foussignac               | 16145      | Foussignacais | 15,14            | 613 (2014)                        | 40                 |
| Gondeville               | 16153      | Gondevillois  | 5,46             | 541 (2014)                        | 99                 |
| Houlette                 | 16165      | Houlettois    | 7,15             | 378 (2014)                        | 53                 |
| Julienne                 | 16174      | Juliennois    | 6,30             | 511 (2014)                        | 81                 |
| Mainxe                   | 16202      | Mainxois      | 10,10            | 684 (2014)                        | 68                 |
| Mérignac                 | 16216      | Mérignacais   | 18,51            | 757 (2014)                        | 41                 |
| Les Métairies            | 16220      |               | 5,18             | 699 (2014)                        | 135                |
| Nercillac                | 16243      | Nercillacais  | 16,35            | 1 087 (2014)                      | 66                 |
| Réparsac                 | 16277      | Réparsacais   | 11,06            | 644 (2014)                        | 58                 |
| Saint-Même-les-Carrières | 16340      | Saint-Mémiens | 15,14            | 1 094 (2014)                      | 72                 |
| Sigogne                  | 16369      | Sigognois     | 22,16            | 981 (2014)                        | 44                 |
| Sainte-Sévère            | 16349      | Sévériens     | 18,31            | 550 (2014)                        | 30                 |
| Triac-Lautrait           | 16387      | Trilautins    | 6,40             | 446 (2014)                        | 70                 |

## Démographie
| 2006   | 2012   | 2013   | 2014   |
| ------ | ------ | ------ | ------ |
| 15 432 | 15 971 | 16 111 | 16 185 |

## Compétences
Nombre total de compétences exercées en 2016 : 23.
Compétences obligatoires
- Aménagement de l'Espace : élaboration de schéma de cohérence territoriale et de schémas de secteur, création de zones d'aménagement concerté d'intérêt communautaire et mise en place et la gestion d'un système d'informations géographiques.
- Développement économique : aménagement, extension, entretien et gestion des zones d’activités industrielle, commerciale, tertiaire, artisanale d’intérêt communautaire, droit de préemption urbain délégué pour la mise en œuvre des actions précitées dans le périmètre des zones d’activités communautaires, réalisations  d'immobiliers d'entreprise : multiples  ruraux, ateliers-relais et hôtel(s) d'entreprises, le marché couvert de Jarnac et les actions de promotion en faveur du développement économique.
- Création ou aménagement et entretien de la voirie d'intérêt communautaire : Création,  aménagement,  entretien des voies des  zones d'activités d'intérêt communautaire, aménagement, et entretien: de l’Avenue de l'Europe dans la  traverse de la zone industrielle de Jarnac et création ou  aménagement,  entretien des voies des  zones d'activités pouvant  être  créées ou aménagées par la communauté.
- Politique du logement et du cadre de vie : Réalisation et la réhabilitation de logements d’urgence et actions de réhabilitation du parc immobilier bâti à usage locatif.
- Élimination et valorisation  des déchets des ménages et assimilés : Élimination et valorisation des déchets des ménages et assimilés et traitement  des déchets industriels banals délégués à CALITOM.
- Développement touristique : Accueil, informations, animations et promotions touristiques, construction, entretien et fonctionnement des équipements du tourisme, élaboration et mise en place de la politique du développement du tourisme, aménagement et gestion du pôle aquatique et du camping « Ile Madame », haltes  camping-cars et balisage du patrimoine touristique et culturel.
Compétences optionnelles
- Protection et mise en valeur de l'environnement : création de sentiers de randonnées, aménagements visant à protéger ou valoriser les espaces naturels et actions de réduction des sacs plastiques.
- Construction, entretien, fonctionnement d'équipements culturels et d'équipements de l'enseignement pré-élémentaire et élémentaire : Construction, entretien fonctionnement et gestion  d’équipements de lecture publique et construction, entretien, fonctionnement, et gestion d’équipements de l’enseignement  pré-élémentaire et élémentaire  et construction, entretien, fonctionnement, et gestion des services périscolaires : services de restauration collective,  transports scolaires, garderies, études.
- Service Enfance et Jeunesse : Construction, fonctionnement, entretien et gestion des immeubles et  équipements pour les jeunes de  0 à 18 ans.
Compétences facultatives
- Assainissement non collectif par délégation à Veolia Environnement
- Insertion professionnelle et sociale des jeunes
- Gens du voyage en partenariat avec SMAGVC
- Fourrière par adhésion au syndicat mixte de la Fourrière

### Principales réalisations
Études
1994 : E. JEAN (Stagiaire à l'ADARAC) : Population, économie, tourisme sur la communauté de communes de Jarnac. 
1995 : Cabinet DETENTE : Stratégie de développement touristique. Analyse générale du territoire avec ses points forts, ses atouts et ses faiblesses. 
1996 : MKG Conseil : Étude pour l'implantation d'hôtellerie. Cette étude a démontré qu'une telle implantation était difficilement envisageable vu la fréquentation actuelle et l'existant à Cognac et Angoulême. 
1996 : Cabinet PONANT : Plan de Référence de Bassac permettant de positionner les actions aptes à valoriser le patrimoine culturel, historique et naturel en trois parties : analyse, diagnostic et actions possibles. 
1997 : Cabinet PONANT : Schéma de revitalisation du monde rural et de son bâti, Diagnostic et actions à mener sur le territoire. 
1997 : CAUE : Étude de faisabilité - Le paysage des zones d'activités communautaires. 
1999 : Cabinet METAPHORE : Aménagement paysager des zones économiques communautaires. 
2000 : Tourisme à thèmes : Aménagement Motte à Peljeau & Pyramide de Condé .
2004 : KPMG : Etude économique sur les trois communautés de l'Ouest Charente : Cognac, Segonzac et Jarnac.
2005 : Cabinet Métaphore : Plan de Référence communautaire.
2010 : CCI et Chambres des Métiers : Étude sur le petit commerce à l'échelle de la communauté.
Actions économiques
Extension de la ZA de Souillac (1993 - 2010) avec l'achat et la viabilisation de plus de 20 ha.
Requalification des ZA de Souillac (2005), Chassors (2008) et de Sigogne (2010).
Construction de l'Hôtel d'entreprises, composé de 4 modules de 500 m² destinés à des entreprises en voie de création. Ces modules sont en location avec un bail de 23 mois (2004-2005).
Réalisation de multiples ruraux à Sigogne (2002), Gondeville (2007), Houlette (2010), Bourg Charente (en étude) et Foussignac (boulangerie en étude).
Actions touristiques
Réalisation d'appontements : à Bourg Charente, Jarnac, Bassac et Gondeville (déplacement en cours)
Réalisation de l'ensemble aquatique.
Aménagement du bourg de Bassac.
Création de la base touristique de canoë-kayak situé quai de l'Ile Madame à Gondeville. Cette base est gérée par Jarnac Sport Canoë-kayak et offre des produits touristiques : descente de canoë; location, descente de nuit, ...
Réhabilitation d'un local pour la création du Musée de ma Coiffe. 
Réalisation du site de la Pyramide de Condé.
Réhabilitation du petit patrimoine, principalement en assistance des communes (prestations de services).
Gestion du service tourisme :
Mise en place de l'« Été Actif » en partenariat avec le Conseil Général de la Charente et les associations locales.
Autres actions
Pour les écoles : 
La communauté de communes de Jarnac a repris cette compétence le 1er janvier 2005. Elle a souhaité conserver les écoles dans toutes les communes. 
La communauté a mené un programme d'harmonisation des horaires et tarifs des services périscolaire (cantines & garderies). 
Elle a engagé des programmes importants de contrôles (HACCP, contrôles électriques, extincteurs  et gaz annuels, contrôle des jeux ...) et suit les programmes ENR (écoles numériques rurales) lancés par l'Education Nationale) pour les écoles qui se portent candidates.
Elle a mené des travaux importants de rénovation des bâtiments avec un programme de 2 285 000.00€ HT depuis le 1er janvier 2005 (notamment les rénovations de cours d'écoles, création d'une classe à Bourg-Charente, création d'une restauration collective à Mainxe, mise aux normes des cuisines de Gondeville et de Triac, construction de sanitaires à Sigogne, travaux de couvertures importants, réhabilitation de l'école des Métairies après le diagnostic de la société Socotec...).
Pour la lecture publique :
Mise en réseau informatique des médiathèques et bibliothèques.
Réalisation de la médiathèque intercommunale (ouverture le 7 septembre 2010)couplée au service départemental de lecture.
Pour l'enfance et la jeunesse :
Réalisation du multi-accueil « Les P'tits Chabotins » (crèche, halte garderie et RAM) ouvert depuis le 1er septembre 2009.
Gestion du centre de loisirs intercommunal.
Création d'un LAEP (lieu d'accueil enfants-parents).
Logement d'intérêt communautaire : La création d'un logement d'urgence a été faite (2004) destiné aux personnes en difficulté (drames familiaux, incendie, inondation) pour une durée restreinte. L'opportunité d'une OPAH a été étudiée fin 208, mais compte tenu de la conjoncture et du faible taux de réponse des particuliers du territoire, les élus ont préféré reporter l'opération. 
La communauté de communes de Jarnac a signé en juillet 2009 le PIG (programme d'intérêt général) avec le Conseil Général et l'ANAH. Il vise à remettre sur le marché du locatif des logements insalubres. 
Gens du voyage : La communauté de communes de Jarnac a participé à la réalisation de l'aire d'accueil des gens du voyage de Jarnac en créant la voie d'accès et en mettant en place tous les accès aux réseaux (eau potable, eaux usées, EDF, ...).

## Adhésion à des groupements
- Syndicat mixte départemental d'électricité et de gaz de la Charente, dit SDEG 16.
- Syndicat mixte à vocation scolaire de Bréville Sainte-Sévère.
- Syndicat mixte des eaux de la Région de Segonzac, dit SMER.
- Syndicat mixte accueil des gens du voyage en Charente, dit AGVC.
- Syndicat mixte à vocation scolaire de Saint-Brice Julienne.
- Syndicat mixte Ouest Charente Pays du cognac.
- Syndicat de valorisation des déchets ménagers de la Charente, dit CALITOM.
- Syndicat mixte départemental pour l'informatique et les technologies de communication, dit SDITEC.